# Serrataginella
Serrataginella là một chi ốc biển, là động vật thân mềm chân bụng sống ở biển trong họ Marginellidae, họ ốc mép.
Serrataginella hiện là một đồng nghĩa của Serrata.

## Các loài
Các loài thuộc chi Serrataginella bao gồm:
- Serrataginella beatrix Cossignani, 2001[2]
- Serrataginella boussoufae Bozzetti & Briano, 2008[3]